# غلاية كهربائية

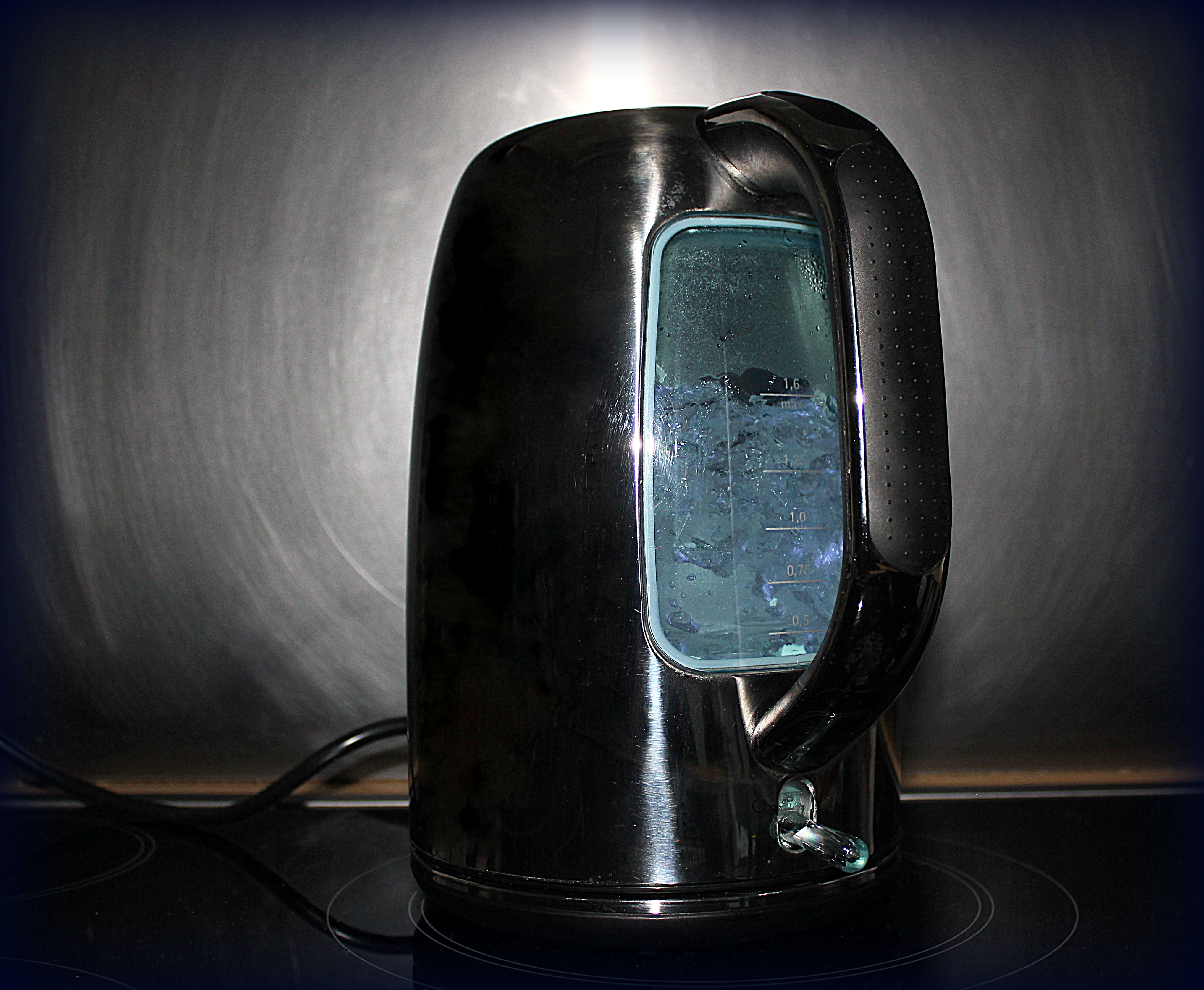
الغلاية الكهربائية (Electric Boiler)، وهذه مُسمى عام والإدق تسمية هذا النوع (Electric Kettle).

الغلايات الكهربائية (بالإنجليزية: Electric boiler)‏ هو الجهاز الذي يستخدم الطاقة الكهربائية لغلي الماء.

## أنواع
غلايات المياه الكهربائية الصغيرة هي أجهزة منزلية محمولة، تستخدم لتحضير المشروبات الساخنة أو غيرها من المواد الغذائية. قد توفر خزانًا من الماء الساخن ليتم حفظه في درجة حرارة ثابتة أو لترك المشروبات في درجة حرارة متحكم فيها. يتم ملؤها يدويًا بالماء في كل مرة يكون فيها الماء الساخن مطلوبًا. قد تعتمد الغلايات الكهربائية على عناصر تسخين مقاومة للسخان الغاطس لتسخين الماء، أو قد تستخدم تيارًا كهربائيًا يمر مباشرة عبر الماء كغلاية قطب كهربائي .

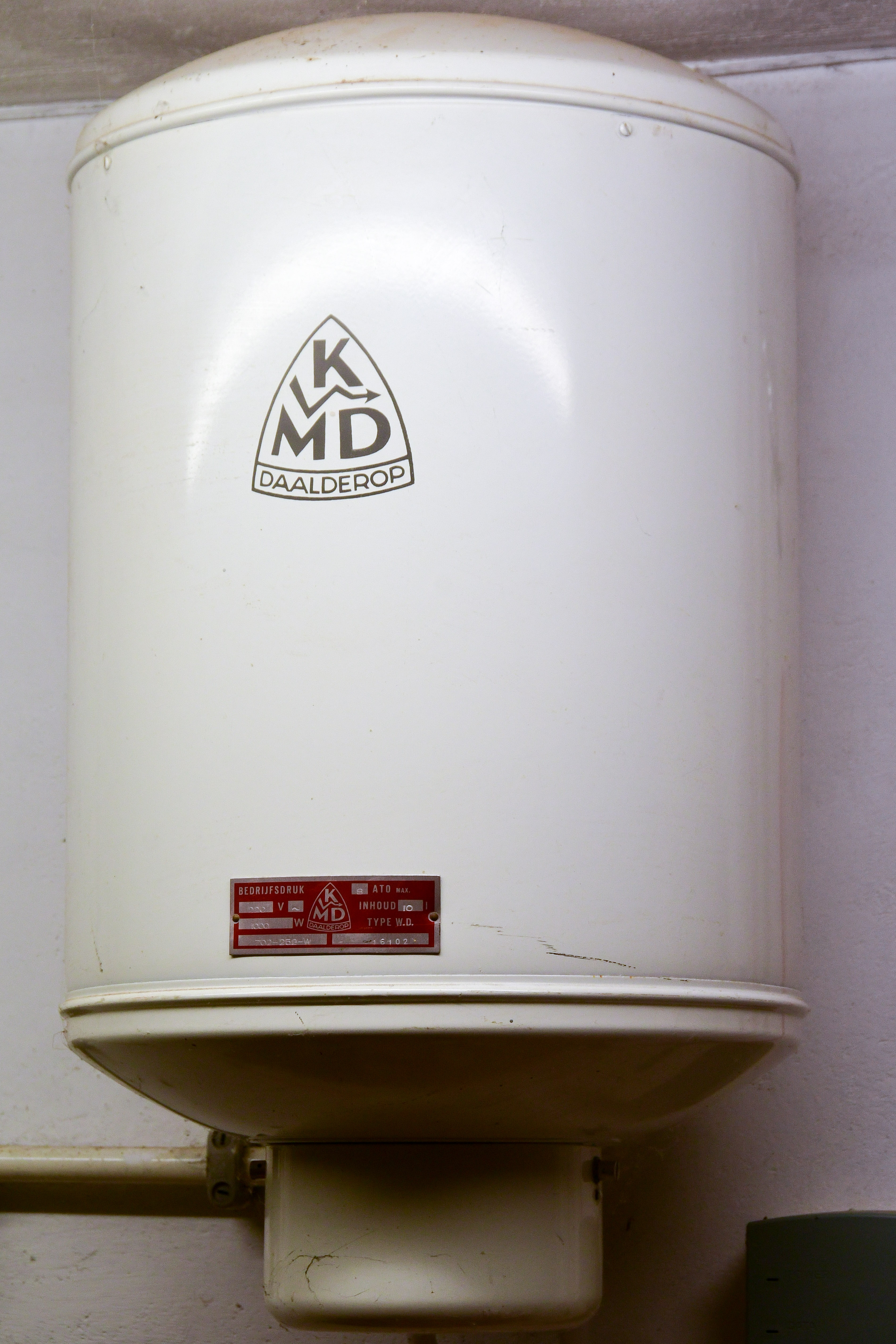
سخان الماء هو شكل من أشكال الغلايات الكهربائية.

## التحكم والأمان
تزود الغلايات الكهربائية بمفتاح تحكم أو على الأقل بقاطع آلي عند  درجة حرارة الزائدة لمنع نشوب حريق،  إذا تم تشغيل الجهاز بدون ماء بداخله. تحتوي التركيبات الأكبر حجمًا على ضوابط أكثر تفصيلاً لضمان توفر إمدادات مياه كافية لمنع احتراق عناصر التسخين. قد تشمل هذهمفاتيح الضغط أو تدابير أخرى.
الغلاية عبارة عن وعاء ضغط ويتم إنشاء وتشغيل وفحص الغلايات الصناعية وفقًا للوائح المحلية للحد من مخاطر الانفجار. على سبيل المثال ، ستعمل صمامات تخفيف الضغط المثبتة بشكل دائم إذا نتج عن عطل في التحكم ضغط زائد في الغلاية. عادةً ما تكون عناصر التسخين المقاومة معزولة عن الماء الذي يمر عبر الغلاية.

## مشاكل التطبيق
تعتبر الغلايات الكهربائية عالية الكفاءة بشكل عام؛ نظرًا لعدم وجود غازات احتراق ناتجة من الغلاية. هذه الكفاءة العالية حتى في الأحجام الصغيرة تعوض جزئيًا التكلفة العالية عمومًا للطاقة الكهربائية مقارنة بالوقود الأحفوري. يمكن تشغيل الغلاية الكهربائية بسرعة ويسر.  يتم نقل التأثير البيئي إلى مصدر شبكة الكهرباء؛ ومع ذلك ، إذا تم استهلاك الوقود الأحفوري لتوليد الكهرباء، فإن الكفاءة الكلية ستكون أقل من الاستخدام المباشر للوقود.
من الناحية التشغيلية، تعتبر الغلاية الكهربائية وحدة معالجة مريحة يسهل التحكم فيها ولا تتطلب وقود ولا لمدخنة غاز العادم. وهي بالتالي فإن الغلاية هادئة.